# LongLake Festival Lugano
Il LongLake Festival è un evento estivo che si svolge ogni anno a Lugano, della durata di un mese e composto da 7 Festival (Rock'n'More, Urban Art, Family, Buskers, Wor(l)ds, Classica, Estival Jazz) e da numerosi altri eventi collaterali (Plus).
Il Festival è organizzato dal Dicastero Cultura, Sport ed Eventi della Città di Lugano, Divisione Eventi e Congressi.

## Le edizioni del LongLake Festival

### Edizione 2017
Dal 28 giugno al 1º agosto 2017 LongLake Festival tornerà ad animare la Città di Lugano.

### Edizione 2016
Dal 23 giugno al 23 luglio 2016 si è svolta la sesta edizione del LongLake Festival.

### Edizione 2015
La quinta edizione del LongLake Festival si è svolta dal 25 giugno al 25 luglio 2015.

### Edizione 2014
Dal 2 luglio al 2 agosto 2014 si svolge la quarta edizione del LongLake Festival Lugano.

### Edizione 2013
La terza edizione del LongLake Festival si è svolta dal 21 giugno al 21 luglio 2013.

### Edizione 2012
Dal 28 giugno al 22 luglio 2012 si è svolta la seconda edizione del LongLake Festival.

### Edizione 2011
La prima edizione del LongLake Festival Lugano si è svolta tra il 22 giugno e il 1º agosto 2011.